# Leonardo María Bello
Leonardo María Bello OFM (Motta di Livenza, 16 de agosto de 1882-Roma, 27 de noviembre de 1944) fue un franciscano italiano, general de la Orden de los Frailes Menores entre el año 1933 a 1944.

## Biografía
Nació el 16 de agosto de 1882 en Motta di Livenza en la provincia de Treviso en el norte de Italia. Se unió a los franciscanos en 1897 en la Provincia de Venecia. Después de completar sus estudios filosóficos y teológicos, fue ordenado sacerdote en 1905. Las autoridades religiosas le encomendaron el oficio de tutor y lector. Fue provincial en su provincia religiosa madre. En 1933 fue elegido Ministro General de la Orden de los Frailes Menores. En la carta De Beata Maria Virgine omnium gratiarum Mediatrice del 9 de enero de 1937, promovió la celebración de la fiesta de Nuestra Señora Mediadora de Todas las Gracias. Esta celebración fue aprobada para la Orden Franciscana por el Papa Pío XI. En 1938, el General Bello contribuyó a la fundación de la Comisión Escotista en Roma. Durante la Segunda Guerra Mundial, encomendó públicamente a toda la orden al cuidado de Nuestra Señora en la Basílica de San Antonio de Padua en Esquilino (8 de diciembre de 1942). Siendo general, fue designado por la Santa Sede como visitador de la orden religiosa masculina guanelliana. Murió inesperadamente el 27 de noviembre de 1944 en Roma, siendo general.
En Roma, en el distrito de Appio-Pignatelli, una de las plazas de la ciudad estaba dedicada al padre Leonardo Bello.